# Gustavianum

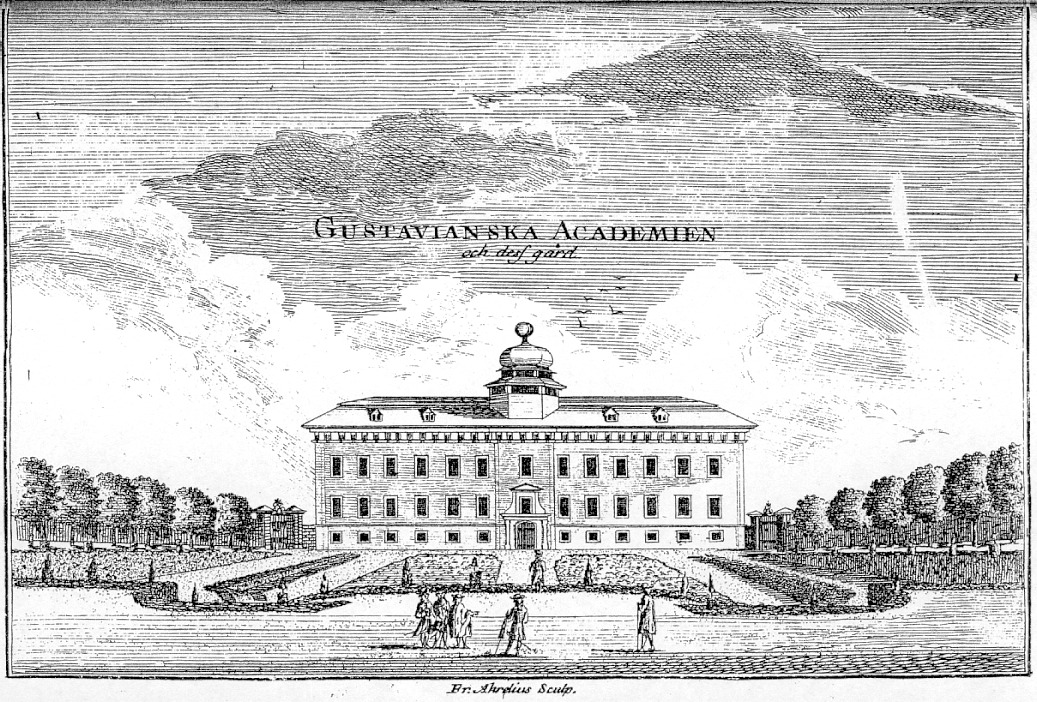
Gravure de la fin du XVIIIe siècle représentant le Gustavianum, bâtiment accueillant le théâtre anatomique de l'université d'Uppsala

Le Gustavianum est un édifice d'Uppsala, en Suède, qui servait autrefois de bâtiment principal à l'université de la ville, l'université d'Uppsala. Construit entre 1622 et 1625 et baptisé en l'honneur du roi Gustave II Adolphe, il accueille sous sa coupole depuis le milieu du XVIIe siècle un théâtre anatomique ajouté par Olaus Rudbeck, qui y était professeur d'anatomie et architecte amateur, entre autres occupations.
Bien qu'il soit toujours utilisé pour des cours et des conférences aujourd'hui, le Gustavianum fait désormais, pour l'essentiel, fonction de musée. Cette structure, le Museum Gustavianum, dispose d'une collection d'antiquités grecques, égyptiennes et nordiques ainsi que d'un cabinet d'art offert par la ville d'Augsbourg à Gustave II Adolphe en 1632. Elle entretient cinq expositions permanentes, notamment sur l'histoire des sciences et de l'université d'Uppsala elle-même.